# Wilfrid Johnson
Wilfrid Alexander Johnson (Londra, 15 ottobre 1885 – Nilton, 21 giugno 1960) è stato un giocatore di lacrosse britannico, vincitore di una medaglia d'argento nel lacrosse maschile a squadre ai Giochi della IV Olimpiade.

## Palmarès
In carriera ha conseguito i seguenti risultati:
- Giochi olimpici

Londra 1908: argento nel lacrosse maschile a squadre.